# أستيان
أستيان (بالإنجليزية: Astain)‏ هي مستوطنة تقع في قسم دامن كوه الريفي (مقاطعة إسفراين) في إيران. يقدر عدد سكانها بـ 186 نسمة .